# Некрофорез

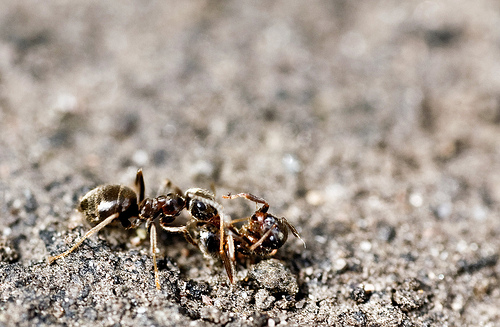
Черный садовый муравей (Lasius niger) в процессе некрофореза

Некрофорез (от др.-греч. νεκρός, мёртвый и φορέω, переношу) — поведение, характерное для общественных насекомых, таких, как муравьи, пчёлы, осы и термиты, при котором они выносят мёртвые тела членов своей колонии из гнезда или улья.
Это действует как санитарная мера для предотвращения распространения болезни или инфекции по всей колонии. Хотя любой член колонии может нести тела, обычно это делают специально назначенные «гробовщики». Муравьиные гробовщики имеют немного изменённый цикл развития, и они гораздо чаще, чем другие муравьи, справляются с удалением трупов. Они не ограничены выполнением только этой задачи, но они демонстрируют модели поведения и движения, отличные от других членов колонии, которые помогают им в этой задаче. Муравьи, не являющиеся гробовщиками, также могут удалять мёртвые тела, но делают это с гораздо меньшей последовательностью. Различие между мёртвыми и живыми насекомыми достигается путем обнаружения их химической сигнатуры. В зависимости от вида это может быть связано либо с отсутствием химических веществ, присутствующих при жизни, либо с тем, что выделяется в разлагающихся трупах. Трупы будут либо доставлены в случайную точку на определённом расстоянии от гнезда, либо помещены в кучу мусора ближе к гнезду вместе с другими отходами.
Удаление трупов с инфекционными заболеваниями имеет решающее значение для здоровья колонии. Усилия по уничтожению колоний огненных муравьёв, например, включают введение патогенов в популяцию, но это имеет ограниченную эффективность, поскольку инфицированные насекомые быстро отделяются от популяции. Однако было показано, что некоторые инфекции задерживают удаление трупов или изменяют место их размещения. Хотя размещение трупов на отдалении снижает риск заражения, это также требует больше энергии. Захоронение и каннибализм — другие зарегистрированные методы избавления от трупов среди общественных насекомых. Было показано, что термиты используют захоронение, когда они не могут позволить себе выделить для некрофореза рабочих особей, особенно при формировании новой колонии.
Хотя в зрелых муравьиных колониях удалением трупов занимаются только рабочие особи, у муравьёв вида Lasius niger этим занимаются и матки.

### Комментарии
1. ↑  У многих видов, если муравей тяжело ранен или искалечен, другие муравьи относят его в гнездо и съедают. Муравей, который умирает от старости или болезни внутри гнезда, застывает в обычном положении или падает на бок с подогнутыми ногами. В большинстве случаев его труп лежит так несколько дней пока кто-нибудь из других муравьев не обратит на него внимание'"`UNIQ--ref-00000001-QINU`"'